# Tutu (album)
Tutu – album trębacza jazzowego Milesa Davisa, wydany w 1986 roku przez Warner Bros. Records. Został nagrany głównie w Capitol Studios w Los Angeles i Clinton Recording w Nowym Jorku, z wyjątkiem utworu „Backyard Ritual”, który został nagrany w Le Gonks w West Hollywood. Davis otrzymał w 1986 roku nagrodę Grammy za najlepsze jazzowe wykonanie instrumentalne i za najlepszy solowy występ na albumie.

## Powstanie
Pierwotnie niektóre utwory były zaplanowane we współpracy z Princem. Prince później wycofał się z nieujawnionych powodów. Pomimo tego, Prince i Davis pozostali bliskimi przyjaciółmi. Później współpracowali także przy „Can I Play With U” (Davis nagrał covery utworów „Movie Star” i „Penetration” Prince’a). Davis ostatecznie współpracował z basistą/multiinstrumentalistą Marcusem Millerem. Miller napisał i zaaranżował wszystkie utwory, z wyjątkiem „Tomaas” (współtworzył ten utwór z Davisem), „Backyard Ritual” (napisany przez George’a Duke’a) i „Perfect Way” (napisane przez grupę Scritti Politti). Muzyka jest silnie inspirowana R&B i funkiem z połowy lat 80., z dużym wykorzystaniem syntezatorów, sekwencerów i automatów perkusyjnych. Miller wykonał większość części instrumentalnej na albumie, w tym gitarę basową, syntezatory i automaty perkusyjne, klarnet basowy i saksofon sopranowy.
Jak wskazano w notatkach dołączonych do albumu, Tutu został wyprodukowany przez Tommy'ego LiPumę i Marcusa Millera, z wyjątkiem „Backyard Ritual”, który został koprodukowany przez Duke'a i LiPumę.
Okładka została zaprojektowana przez Eiko Ishiokę, a zdjęcia wykonał Irving Penn. Eiko Ishioka otrzymała w 1987 roku nagrodę Grammy za najlepszy wygląd albumu jako dyrektor artystyczny.

## Lista utworów
Wszystkie utwory zostały skomponowane przez Marcusa Millera (chyba że wskazano):
1. „Tutu” – 5:15
2. „Tomaas” – 5:38 (Davis, Marcus Miller)
3. „Portia” – 6:18
4. „Splatch” – 4:46
5. „Backyard Ritual” – 4:49 (George Duke)
6. „ Perfect Way” – 4:35 (David Gamson, Green Gartside)
7. „Don't Lose Your Mind” – 5:49
8. „Full Nelson” – 5:06

### Wersja Deluxe
Druga płyta (na żywo z festiwalu w Nicei, Francja, lipiec 1986)
1. „Opening Medley”: „Theme from Jack Johnson”, „Speak”, „That's What Happened” – 15:14
2. „New Blues” – 5:20
3. „The Maze” – 10:15
4. „Human Nature ” – 9:04
5. „Portia” – 7:54
6. „Splatch” – 17:10
7. „ Time After Time ” (Cyndi Lauper, Rob Hyman) – 7:22
8. „Carnival” – 4:20

## Personel

### Muzycy
- Miles Davis – trąbka
- Marcus Miller – wszystkie pozostałe instrumenty (1-4, 6, 7, 8), dodatkowe programowanie syntezatorów, gitara basowa (5)
- Jason Miles – programowanie syntezatorów
- Adam Holzman – dodatkowe programowanie syntezatora, solo syntezatora (4)
- Bernard Wright – dodatkowe syntezatory (2, 7)
- George Duke – wszystkie pozostałe instrumenty (5)
- Omar Hakim – perkusja (2), instrumenty perkusyjne (2)
- Paulinho da Costa – perkusja (1, 3, 4, 5)
- Steve Reid – dodatkowa perkusja (4)
- Michał Urbaniak – skrzypce elektryczne (7)

### Produkcja
- Tommy LiPuma – producent wykonawczy, producent
- Marcus Miller – producent (1-4, 6, 7, 8), aranżacje muzyczne (1-4, 6, 7, 8)
- George Duke – producent (5), aranżacje muzyczne (5)
- Eric Calvi – inżynier (1-4, 6, 7, 8), miksowanie (2, 6, 7, 8)
- Peter Doell – inżynier (1-4, 6, 7, 8)
- Bill Schnee – miksowanie (1, 3, 4)
- Erik Zobler – inżynier (5), miks (5)
- Maureen Thompson – asystentka inżyniera (1, 3, 4)
- Eddie Garcia – asystent inżyniera (2, 6, 7, 8)
- Doug Sax – mastering w The Mastering Lab (Hollywood, Kalifornia)
- Larry Fishman – asystent produkcji
- Irving Penn – fotografia
- Eiko Ishioka – kierownictwo artystyczne
- Susan Welt – projekt